# Бондаренко, Михаил Фёдорович
Михаи́л Фёдорович Бондаре́нко (укр. Миха́йло Фе́дорович Бондаре́нко; 30 ноября 1944, село Крутояровка, Харьковская область — 1 сентября 2013) — доктор технических наук, профессор, ректор Харьковского национального университета радиоэлектроники, член-корреспондент Национальной академии наук Украины, академик Академии наук высшей школы Украины.

## Биография
Родился 30 ноября 1944 года в селе Крутояровка Кегичевского района Харьковской области.
В 1962—1963 годах работал формовщиком на заводе имени Малышева.
В 1967 году с отличием закончил Харьковский институт радиоэлектроники (ХИРЭ, сейчас Харьковский национальный университет радиоэлектроники) по специальности «автоматика и телемеханика».
В 1967—1968 годах работал лаборантом и инженером в ХИРЭ.
На протяжении 1968 и 1969 года учился в аспирантуре.
С 1969 по 1974 год Бондаренко работал ассистентом, старшим преподавателем, доцентом кафедры математического моделирования ХИРЭ.
В 1970 году получил степень кандидата технических наук. Тема диссертации — «Математические модели адаптации зрения и их технические приложения». Диссертация была защищена Бондаренко в возрасте 25 лет, что стало рекордом для института.
В 1974—1976 годах работал преподавателем по контракту в Университете города Ориенте, Куба. С 1977 года — заведующий кафедры программного обеспечения ЭВМ ХИРЭ.
В 1985 году получил степень доктора технических наук. Тема диссертации — «Математические модели морфологических и фонетических отношений и их применение для автоматизации обработки речевых сообщений».
С 1986 по 1987 год — декан факультета вычислительной техники ХИРЭ.
С 1994 и вплоть до своей смерти в 2013 году являлся ректором Харьковского национального университета радиоэлектроники.
В 1996 году был избран членом Академии наук высшей школы Украины.
4 февраля 2009 года был избран член-корреспондентом Национальной академии наук Украины (специальность «компьютерные технологии»).

## Научные интересы
Основные научные направления: теория интеллекта, распознавание речи. Создал научную школу в области искусственного интеллекта. Автор более 360 научных трудов, 12 монографий, учебников и научных пособий, 7 авторских свидетельств, 5 патентов. Подготовил 10 докторов и 36 кандидатов наук.
Главный редактор научных изданий «Бионика интеллекта», «Радиоэлектроника и информатика», «Новый коллегиум». Член наблюдательного комитета международного симпозиума «East-West Design and Test».
Президент Академии наук прикладной радиоэлектроники. Президент Украинской ассоциации дистанционного образования. Почетный доктор Московского инженерно-физического института.

## Прочее
Михаил Фёдорович Бондаренко владел испанским, немецким и английским языками.

## Награды и поощрения
Михаил Фёдорович Бондаренко имеет награды и поощрения:
- В 1995—1996 признан «Человеком года» Биографическим центром в Кембридже, Англия
- Заслуженный деятель науки и техники Украины (1999)
- Лауреат Регионального рейтинга «Харьковчанин столетия» (2001)
- Лауреат международного Академического рейтинга «Золотая фортуна» (2002)
- Почетная грамота Верховной рады Украины (2004)
- Лауреат рейтинга «Деловой человек Украины — 2004»
- Орден «За заслуги» ІІІ степени (2004)
- Орден «За трудовые достижения» (2004)
- Знак отличия «Почетный крест» УПЦ
- Почётный гражданин Харькова (2012)[7]